# Piros (Apfel)
Piros ist eine robuste, relativ großfruchtige Frühapfel-Sorte.
Sie wurde 1963 von Heinz Murawski, Christa Fischer, Manfred Fischer und Johann Schmadlak am Pillnitzer Institut für Obstforschung (Julius Kühn-Institut) aus den Elternsorten „Helios“ und „Apollo“ gezüchtet und ist seit 1985 im Handel und unter Sortenschutz gestellt.

## Beschreibung
Die Bäume haben einen lockeren Kronenaufbau und verzweigen gering. Sie sind (mittel)schwachwachsend, wodurch M9-Unterlagen meist ungeeignet sind. Sie bevorzugen sonnige Standorte. Sie neigen zur Verkahlung und sind anfällig für Feuerbrand und Baumkrebs, aber widerstandsfähig gegen Schorf und Mehltau.
Die langanhaltende, frostanfällige Blüte dauert von der zweiten Aprilhälfte (mittelfrüh) bis Mitte Mai. Gute Befruchtersorte.
Die früh einsetzenden Fruchterträge sind mittelhoch und regelmäßig.
Die Früchte sind bereits ab Anfang Juli bis Mitte August pflückreif (kurz nach Klarapfel, vor Jakob Fischer) und einen Monat oder sogar bis November lagerfähig. Es sind schön ausfärbende Frühäpfel, die sich unter anderem als Tafeläpfel eignen.
Sie haben überwiegend mittlere Fruchtgröße um 130 Gramm und sind eher stumpfkegelig und gleichmäßig geformt.
Ihre Grundfarbe ist hell gelb(lichgrün), die Deckfarbe färbt sich mit zunehmender Reife in (verwaschen) flammiges (Zinnober-)Rot. Das feinzellige grüngelbe Fruchtfleisch ist saftig, sehr knackig, und schmeckt süß-säuerlich und aromatisch.